# Timothy Treadwell
Timothy Treadwell (New York, 29 april 1957 – Katmai National Park, 6 oktober 2003) (geboren Timothy Dexter) was een Amerikaan die bezeten was door grizzlyberen. Hij bracht dertien zomers door tussen de grizzlyberen van het Katmai National Park in Alaska. In 2003 werd Timothy Treadwell samen met zijn vriendin Amie Huguenard gedood en gedeeltelijk opgegeten door een grizzlybeer. Zijn fascinatie voor en omgang met grizzlyberen was het onderwerp van de documentaire Grizzly Man van Werner Herzog.
Timothy Treadwell groeide op in Long Island (New York). Na een mislukte poging om acteur te worden, raakte hij verslaafd aan drugs en alcohol. Nadat de rol die Woody Harrelson kreeg in de sitcom Cheers aan hem voorbij was gegaan, zocht hij naar eigen zeggen zijn toevlucht in verdovende middelen. Treadwells bewering dat hij inderdaad tweede keus was is onbevestigd.
Nadat hij in de jaren tachtig uit het ziekenhuis was ontslagen na het nemen van een overdosis heroïne, vertrok hij op aanraden van een vriend naar Alaska om beren te bekijken. Treadwell zag de relatie die hij met deze beren opbouwde als oorzaak voor de ontsnapping uit zijn alcohol- en drugsverslaving. Van Treadwell is bekend dat hij erg dicht bij de beren kwam, ze soms aanraakte en speelde met de jonge beren. In de laatste vijf zomers nam hij een camera mee naar Alaska en hij schoot ongeveer 100 uur aan film. Meestal was hij zelf te zien op de beelden, terwijl hij zich dicht bij de beren bevond. In de film Grizzly Man wordt o.a. de vraag opgeworpen of Treadwell er wel goed aan deed om de beren zo dicht te benaderen en of hij niet een naïeve, romantische of religieuze visie had op de beren en zijn relatie met hen.   
In 2001 werd hij door zijn samenwerking met Discovery Channel, een optreden bij David Letterman en door zijn verschijning op de Amerikaanse zender NBC een bekende persoonlijkheid. Daarnaast gaf hij - meestal onbetaald - op scholen les over beren. Samen met Jewel Palovak schreef hij het boek Among Grizzlies: Living with Wild Bears in Alaska. 
Twee jaar later werd zijn verbondenheid met de beren hem noodlottig. Een beer viel aan en at hem en zijn vriendin gedeeltelijk op. Op de plaats van het incident werd zijn camera aangetroffen die liep op het moment van de aanval. De opnamen bevatten alleen geluids- en geen beeldmateriaal. Deze tape is in bezit van zijn ex-vriendin en voormalig medewerkster Jewel Palovak en is niet beschikbaar voor publiek.